# Stade de la Maladière
El Stade de la Maladière es un estadio multiusos ubicado en la ciudad de Neuchâtel en Suiza. Se encuentra en la ribera del Lago de Neuchâtel y es utilizado por el club de fútbol Neuchâtel Xamax que disputa la Superliga Suiza.
El antiguo estadio abierto en 1924 y con capacidad para 23 000 personas, fue reconstruido totalmente y reinaugurado en 2007, está cubierto en la totalidad de las tribunas, posee una capacidad de 12 000 espectadores todos con butacas individuales, posee además un centro comercial con 54 tiendas, seis gimnasios y 930 estacionamientos cubiertos. La inversión total para la reconstrucción del nuevo recinto fue de aproximadamente 230 millones de francos suizos.
La inauguración del estadio La Maladière, el 18 de febrero de 2007, marcó la culminación de uno de los mayores proyectos urbanísticos que se han llevado a cabo en la ciudad de Neuchâtel. El partido inaugural terminó con una victoria por 3-2 sobre el rival cantonal del FC La Chaux-de-Fonds. Los Xamaxians sólo fueron derrotados una vez en casa durante el resto de la temporada (contra el YF Juventus de Zúrich, 0-1), lo que les permitió volver a la Superliga. En 2017, el equipo suizo celebró su primer encuentro internacional en el nuevo escenario.

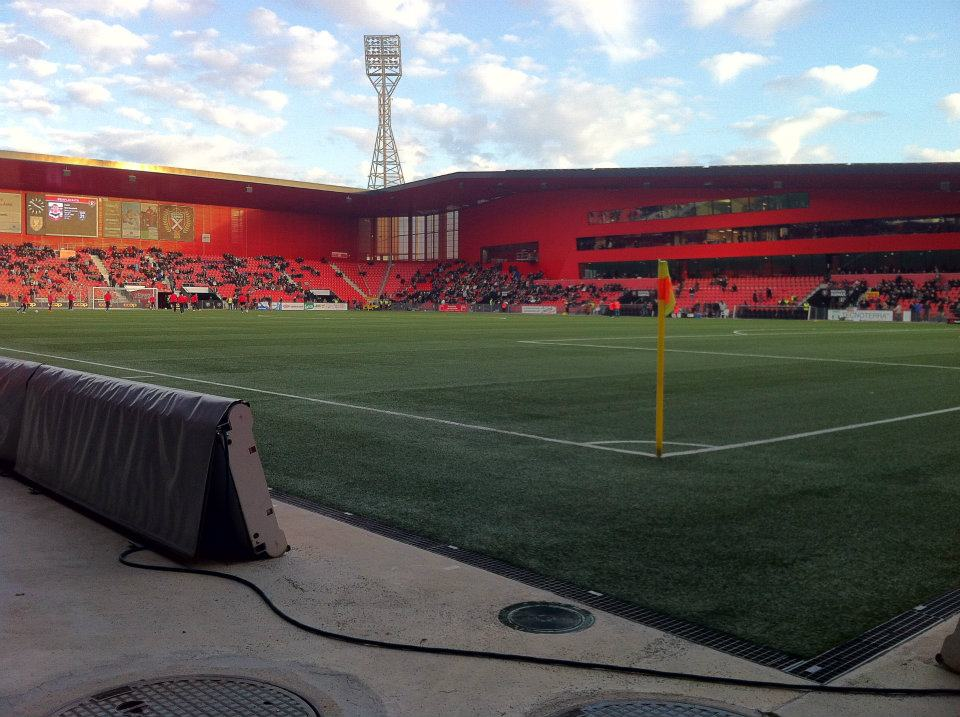
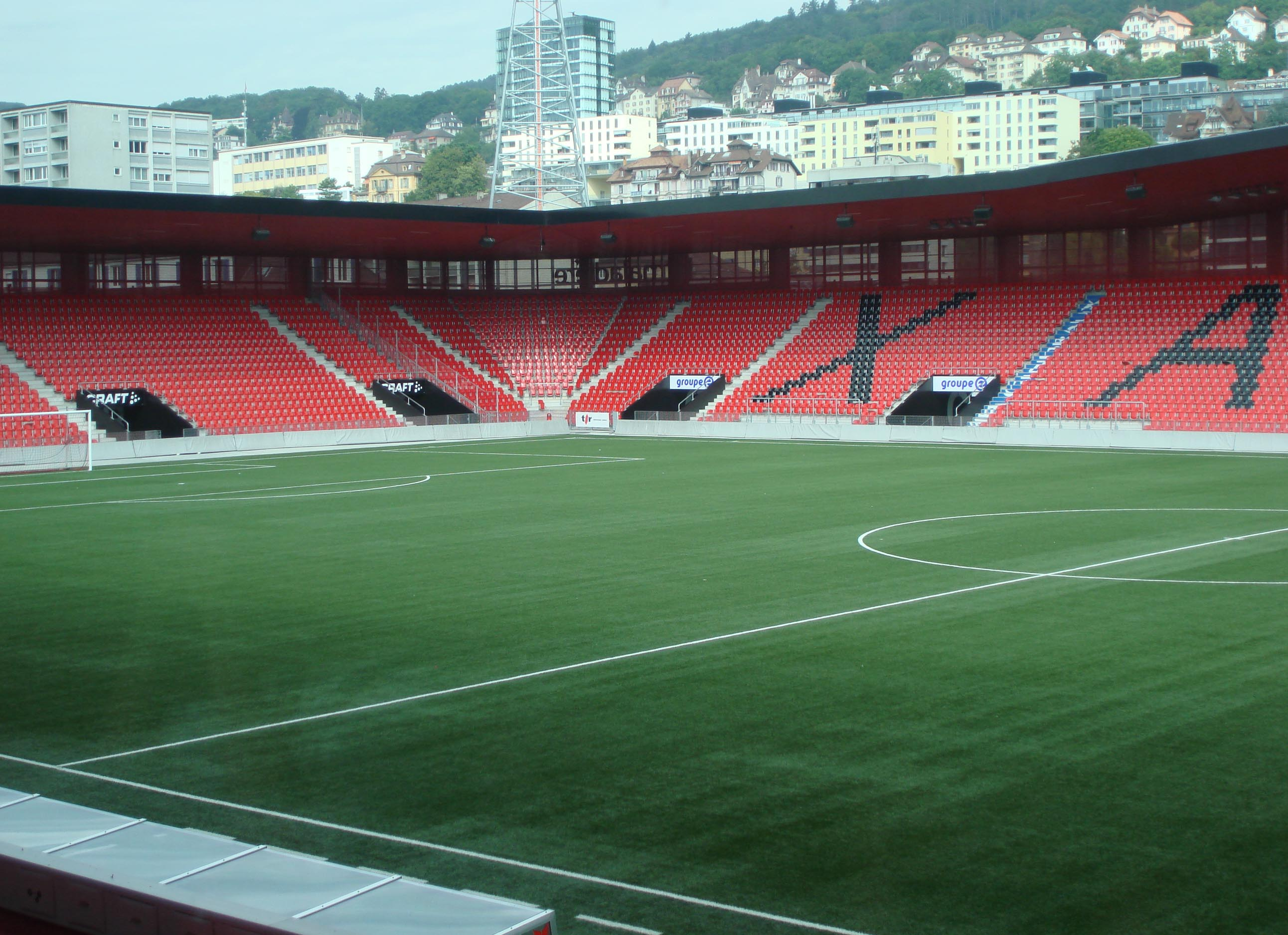